# کوئیمادو (نیومکزیکو)
کوئیمادو (به انگلیسی: Quemado) یک منطقهٔ مسکونی در ایالات متحده آمریکا است که در شهرستان کترون، نیومکزیکو واقع شده‌است. کوئیمادو ۴٫۶۶ کیلومتر مربع مساحت و ۲۲۸ نفر جمعیت دارد.